# Atlético Clube Goianiense
Atlético Clube Goianiense är en fotbollsklubb från Goiânia i delstaten Goiás i Brasilien. Klubben grundades den 2 april 1937 och klubben var den första från delstaten att vinna en nationell division, när klubben vann Campeonato Brasileiro Série C (tredje högsta nationella divisionen) 1990. Per 2011 har klubben även vunnit Campeonato Goiano 12 gånger. Klubben spelar sina hemmamatcher på Estádio Antônio Accioly som tar 8 000 åskådare. Det finns däremot planer på att bygga en modern arena för kring 15 000 personer för att ersätta sin nuvarande hemmaplan.
Klubben spelar i rödsvart-randig tröja med vita kortbyxor och rödsvart-randiga strumpor. Atlético Goianiense maskot är en röd drake och klubbens smeknamn är "Dragão" (Draken).